# Boteti
Boteti é um subdistrito do Botswana localizado no Distrito Central. Conta com uma cidade, Letlhakane, e 15 vilas, sendo que possuía uma população estimada de 57 376 habitantes em 2011.